# Parzęczewo
Parzęczewo – wieś w Polsce położona w województwie wielkopolskim, w powiecie grodziskim, w gminie Kamieniec. Około 4 km na południe od wsi przepływa Północny Kanał Obry.

## Historia
W Parzęczewie kościół istniał przed 1498 rokiem. Wieś szlachecka Parzinczewo położona była w 1580 roku w powiecie kościańskim województwa poznańskiego. Wieś należała do Opalińskich (stan na 1580), wojewody inowrocławskiego Macieja Radomickiego (w 1696) i w 1793 do Faustyna Zakrzewskiego.
W okresie Wielkiego Księstwa Poznańskiego (1815-1848) miejscowość wzmiankowana jako Parzęczew należała do wsi większych w ówczesnym pruskim powiecie Kosten rejencji poznańskiej. Parzęczew należał do okręgu wielichowskiego tego powiatu i stanowił siedzibę majątku, którego właścicielem był wówczas Adolf Potworowski. Według spisu urzędowego z 1837 roku Parzęczew liczył 326 mieszkańców, którzy zamieszkiwali 28 dymów (domostw).
Pod koniec XIX wieku podstawową nazwą był Parzęczew, ale używano również nazw Parzęczowo, Parzenczewo i niemieckiej Parsentschewo. Wieś leżała wtedy w pruskim powiecie kościańskim i liczyła 25 gospodarstw z 202 mieszkańcami, wszyscy katolicy. Właścicielem majątku Parzęczewo o powierzchni 1062 ha, głównie gruntów ornych był hrabia Aleksander Potworowski. Na miejscu znajdowała się cegielnia.
W latach 1954-1959 wieś była siedzibą włądz gromady Parzęczewo (gromada), po jej zniesieniu w gromadzie Kamieniec. W latach 1975–1998 miejscowość administracyjnie należała do województwa poznańskiego.

## Zabytki
We wsi zachowały się liczne zabytki:
- pałac w Parzęczewie, otoczony parkiem o pow. 8,6 ha[10]
- folwark w Parzęczewie przy pałacu: tzw. stary dwór, spichlerz, stodoły i stajnia z I poł. XIX wieku[10].
- drewniany kościół pw. św. Michała Archanioła z 1774 roku wraz z dzwonnicą, we wnętrzu późnobarokowy ołtarz[5][10]
- karczma w Parzęczewie z I poł. XIX wieku[10], przebudowana po 1960[5]